# Maison High-Hall
La maison High-Hall, ou propriété High Hall, est une maison de l'île de La Réunion, département et région d'outre-mer français dans le sud-ouest de l'océan Indien. Située au 192, rue du 24 septembre, à Saint-André, elle est inscrite en totalité à l'inventaire supplémentaire des Monuments historiques depuis le 15 octobre 1991,.